# Psicodelia

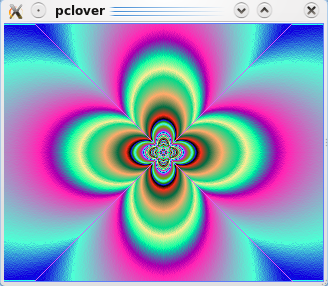
El smoking clover, obra psicodélica generada por computadora

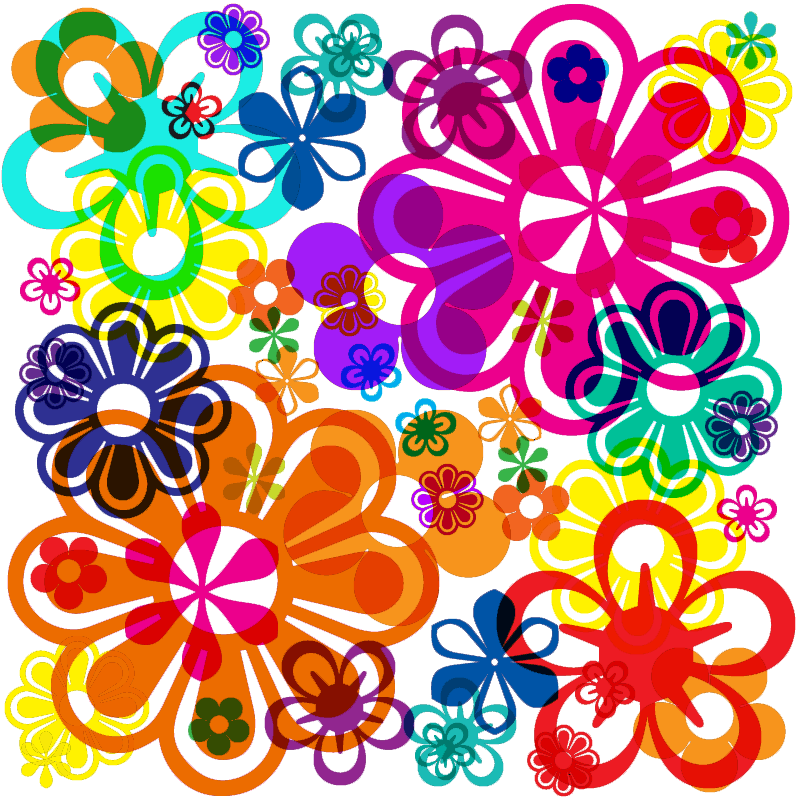
Ejemplo de arte psicodélico

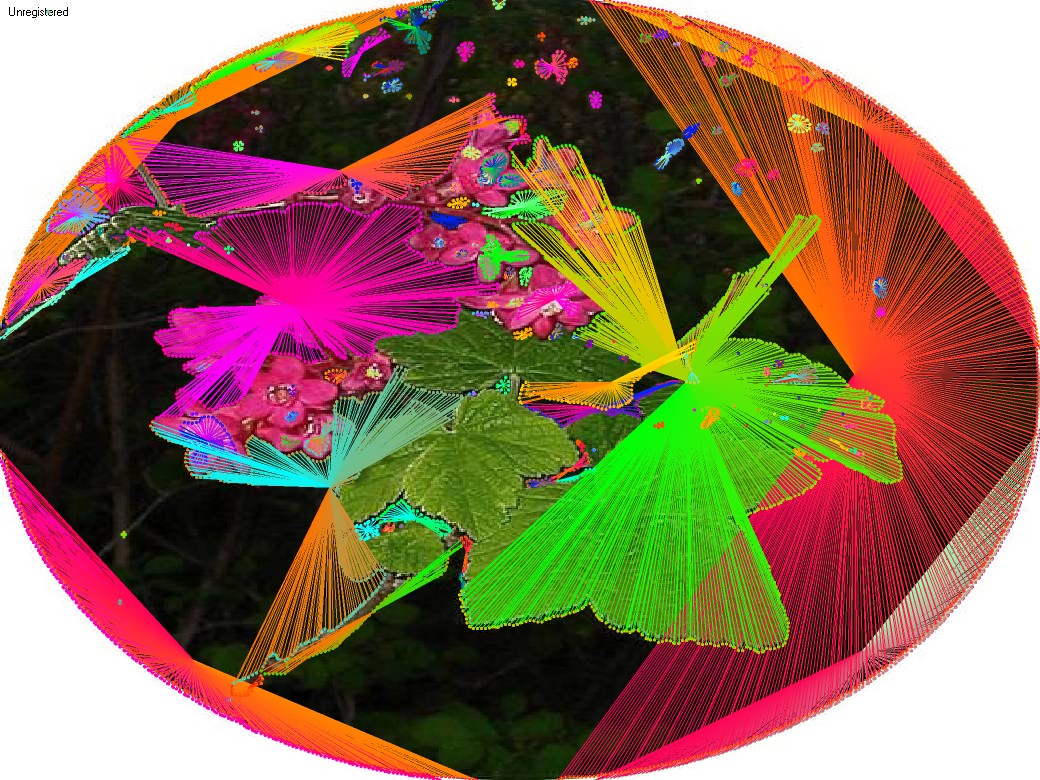
Otro ejemplo de arte psicodélico

El término psicodelia es la adaptación al español del inglés psychedelia, un neologismo formado a partir de las palabras griegas ψυχή, «alma», y δηλόω, «manifestar». La palabra psicodélico fue inventada por el psicólogo británico Humphry Osmond y significa «que manifiesta el alma». 
Ajustándose a esa definición, todos los esfuerzos por proyectar el mundo interior de la psique pueden ser considerados, en un sentido amplio, "psicodélicos". Sin embargo, cuando se habla de psicodelia suele aludirse a una modalidad artística muy concreta: el arte psicodélico, sobre todo pictórico y musical, que se desarrolló a partir de la segunda mitad del siglo XX. Este tipo de arte se caracteriza por evocar las vivencias propias de la experiencia psicodélica: sinestesia, alteración de la percepción del tiempo y del sentido de la identidad, empatía, etcétera.
La psicodelia es uno de los componentes más notorios de la contracultura de los años 1960, pues ofrece una vía de escape de los límites impuestos a la conciencia y a la vida diaria por el sistema dominante. A partir de entonces, pierde notoriedad y va siendo desplazada por otras corrientes culturales, aunque su influencia persiste en múltiples manifestaciones contemporáneas, siendo especialmente obvia en la publicidad, el videoclip, el cine, el arte psicodélico (o lísérgico) y la música psicodélica de vocación underground. 
Algunos científicos y humanistas, convencidos de las posibilidades benéficas de las drogas psicodélicas para los humanos, han investigado y promocionado su uso responsable: entre ellos se cuentan Albert Hofmann, Aldous Huxley, Alan Watts, Terence McKenna, Humphry Osmond, Michael Hollingshead y, más mediáticamente, Timothy Leary. El uso medicinal de estos fármacos constituye la psicoterapia psicodélica. Siguiendo al descubrimiento de la psicodelia mediante el LSD, la investigación de alucinógenos recibe un nuevo impulso. El LSD fue una novedad en contra de la mescalina por su alta actividad, ya que tienen un orden distinto de magnitud. La dosis activa de la mescalina es de .2 a .5 gramos en comparación con el LSD que es de .00002 a .0001, es decir que es de 5000 a 10 000 veces más activo que la mescalina.
Desde los años 1980 se han producido diversos brotes neopsicodélicos. Uno de ellos es el psychedelic trance, movimiento que retoma algunos principios de la psicodelia de los años sesenta, promoviendo la empatía con el planeta y el uso de la música como herramienta de meditación. Otra manifestación reciente es el psybient, un encuentro entre la música electrónica, las estructuras complejas del rock progresivo y la estética psicodélica.